# Arpa (ilchan)
Arpa lub Arpa - Chan (zm. 1337) – władca z dynastii Ilchanidów, panujący w latach 1335-1336.
Był potomkiem Aryka Böge, najmłodszego brata Mongkego, Kubilaja i Hulagu-chana. Do władzy doszedł po śmierci Abu Sa’ida. W kraju wybuchła wojna domowa, która nie doprowadziła do wyłonienia jednego zwycięzcy, który mógłby zająć pozycję wcześniejszych władców. Jednocześnie na Persję nastąpiła inwazja chana Złotej Ordy Ozbega. W 1336 nastąpił bunt gubernatora Bagdadu. Arpa został przez niego pokonany i zabity (kwiecień 1337). Jego następcą został Musa. 